# Sletten (Humlebæk)
 For alternative betydninger, se Sletten. (Se også artikler, som begynder med Sletten)
Sletten er et fiskerleje og en bydel til Humlebæk i Humlebæk Sogn, Fredensborg Kommune i Nordsjælland. Byen er efterhånden vokset sammen med Humlebæk, Øverste Torp og Nederste Torp.

## Historie
Den ældste omtale af Daugløkke Slette findes i et brev fra 1560, hvor der nævnes 2 boder med garn på stranden. I henhold til jordebogen for Kronborg og Frederiksborg len 1582-83 havde Dageløkke Slet 11 fiskere, som kun ydede fisk i landgilde. I de ældste skatteprotokoller fra 1588 fremgår det, at der i Humlebæk boede syv fiskere, der betalte ½ tønde torsk i afgift, mens der tilsvarende boede 9 familier i Sletten.
Neden for strandbakken var der mellem to vandløb ryddet plads til huse med tilhørende kålhaver og bygjord. Der blev drevet fiskeri, når redskaber og både kunne skaffes. Fiskerne skulle ikke blot levere fisk til de kongelige fadebure på Hirschholm og Kronborg, men også lejlighedsvis være behjælpelige med at få ilandsat byggematerialer, som blev beordret hertil for anvendelse ved opførelsen af de kongelige slotte. Murstenene blev så transporteret ad Dageløkkevej ind i landet.
Ifølge matriklen af 1682 bestod "Dagelykke Slette" af 5 huse med jord og 2 huse uden jord. Det samlede dyrkede areal udgjorde 1,5 tønder land skyldsat til 0,53 tønder hartkorn.
I 1700-tallet voksede det lille bysamfund gradvist. I 1879 blev Sletten Havn udvidet til sin nuværende form, hvilket blev bekostet af godsejer Johannes Hage fra Nivågård. Det var en betydelig forbedring for fiskerne. Ved havnen ligger Sletten Kro, nu Restaurant Sletten.
Strandvejen går igennem fiskerlejet, og indtil 1924 var det den eneste hovedfærdselsåre mod Helsingør. Dette år blev Ny Strandvej (nu Humlebæk Strandvej) etableret som aflastning. Gammel Strandvej i Sletten blev i 1999 renoveret, hvilket blev belønnet med Vejprisen.
Sletten er bl.a. domineret af den nuværende kursusejendom Slettenhus, Gl. Strandvej 163, der er opført 1888 og var hvilehjem for kvinder indtil 1908. Herefter blev det badehotellet Søvang til 1918, og i dette år fik bygningen sin nuværende skikkelse i palæstil ved arkitekt Vilhelm Clausen fra København. Han tegnede også en nu forsvundet hegnsmur foran huset. Dernæst var stedet rammen om Hotel Gylfe i ca. 50 år. Her kom mange fine gæster, men også det lokale foreningsliv holdt til her. Der blev holdt foreningsballer, ande- og flæskespil, politiske møder og danseskole. Det var også Humlebæks valgsted ved Rigsdags- og sognerådsvalg. I 1960'erne blev ejendommen kursusejendom for FDB under navnet Slettenhus, og efter at FDB har afhændet stedet i 1990'erne, har det fungeret som domicil for diverse firmaer. Indtil 2004 havde rederiet Clipper Denmark A/S til huse i hotellet.
Under besættelsen blev der fra Hotel Gylfe i 1943 sendt ca. 1.000 jøder over Øresund til sikkerhed i Sverige.
I den sydlige del af Sletten ligger på Dageløkkevej 12 huset Havets Minde. Huset er opført af dykker og fisker Jens Jensen, hans hus lå oprindelig på stranden i den sydlige ende af byen. Men huset blev taget af havet, han fik så grund til sit nye hus på byens fælles jord. I taknemlighed herover gav han huset dette navn. I huset boede i 1920'erne skuespilleren og cirkusartisten Harald Miehe Madsen, kaldet Bivognen. Senere boede Bivognen på Ny Strandvej 72 i Villa Hvidsten, der i 1950'erne blev indrettet til byens politistation.
Sletten har også været et søgt sted for intellektuelle og kulturradikale. Således boede digterne Erik Knudsen, Thorkild Bjørnvig og Jens August Schade samt tegneren Arne Ungermann og kunstmaler Mikael Olrik alle på Dageløkkevej. Desuden boede Knud W. Jensen, Louisianas skaber, i Sletten, tillige med digteren Sigfred Pedersen. I Sletten mindes man endnu, når han kom i kroens "slyngelstue", beværtningen "Bondestuen", der lå i en sidebygning til Hotel Gylfe. Journalist Me Lund bor også i Sletten. En tidligere beboer var desuden admiral Christian Bastrup, der lod en stor villa opføre her i 1910 ved arkitekt Cosmus Bræstrup.
Linda Cerup-Simonsen, som var den første kvindelige, norske atlet, som vandt guld ved de Olympiske Lege (1992, Barcelona, Europajolle (sejlsport)), er aktiv i Sletten Bådeklub.
Skuespillerparret Susse Wold og Bent Mejding bor i Sletten.
Mimi Jakobsen er en nuværende kendt beboer i Sletten.